# Divines
Divines is een Franse film uit 2016, geregisseerd door Houda Benyamina. De film ging op 19 mei in première op het Filmfestival van Cannes in de sectie Quinzaine des réalisateurs en won de Caméra d'or.

## Verhaal
De twee vriendinnen Dounia en Maimouna trekken samen op in de buitenwijken van Parijs. Ze hebben de vakschool verlaten en Dounia, op zoek naar macht en status, begint voor Rebecca, een lokale drugsdealer te werken. Ze wordt verliefd op Djigui, een danser, maar kan zich moeilijk losmaken uit de greep van Rebecca.

## Rolverdeling
| Acteur             | Personage |
| ------------------ | --------- |
| Oulaya Amamra      | Dounia    |
| Déborah Lukumuena  | Maimouna  |
| Kevin Mischel      | Djigui    |
| Jisca Kalvanda     | Rebecca   |
| Yasin Houicha      | Samir     |
| Majdouline Idrissi | Myriam    |
| Mounir Margoum     | Cassandra |
| Farid Larbi        | Reda      |

## Productie
Het filmscenario werd in 2013 geschreven door Benyamina en Compingt in het kader van de Sélection Annuelle du Groupe Ouest. De filmopnamen gingen in de zomer van 2015 van start in Île-de-France (Montreuil, Bagnolet en de studio's in Bry-sur-Marne). De oorspronkelijke filmtitel Bâtarde werd net voor de première in Cannes gewijzigd naar de huidige titel.

## Prijzen en nominaties
De belangrijkste:
| Jaar | Prijs                     | Categorie                    | Genomineerde(n)                              | Uitslag     |
| ---- | ------------------------- | ---------------------------- | -------------------------------------------- | ----------- |
| 2017 | César                     | Beste actrice in een bijrol  | Déborah Lukumuena                            | Gewonnen    |
| 2017 | César                     | Beste debuutfilm             | Houda Benyamina                              | Gewonnen    |
| 2017 | César                     | Beste jong vrouwelijk talent | Oulaya Amamra                                | Gewonnen    |
| 2017 | Golden Globes             | Beste buitenlandse film      | Houda Benyamina                              | Genomineerd |
| 2017 | Prix Lumière              | Beste debuutfilm             | Houda Benyamina                              | Gewonnen    |
| 2017 | Prix Lumière              | Beste jong vrouwelijk talent | Déborah Lukumuena ex-aequo met Oulaya Amamra | Gewonnen    |
| 2016 | Filmfestival van Carthage | Beste actrice                | Déborah Lukumuena ex-aequo met Oulaya Amamra | Gewonnen    |
| 2016 | Filmfestival van Cannes   | Caméra d'or                  | Houda Benyamina                              | Gewonnen    |